# Tritemnodon
Tritemnodon is een geslacht van uitgestorven carnivore zoogdieren, behorend tot de hyaenodonten. Het leefde in het midden Eoceen (ongeveer 48 miljoen jaar geleden) en zijn fossiele overblijfselen zijn gevonden in Noord-Amerika. 

## Beschrijving
Het uiterlijk van dit dier moet een soort kruising zijn geweest tussen dat van een steenmarter en dat van een vos: de relatief korte poten waren slank maar sterk, terwijl het lichaam langwerpig en behendig was. Het hoofd was dun en voorzien van scherpe tanden.
Tritemnodon onderscheidt zich van de vergelijkbare Sinopa door de vorm van de bovenste kiezen, met zeer nauwe paracoon en metacoon en voor de onderste kiezen met een gereduceerd talonide. De schedel was erg langwerpig en smal, en bezat een hoge sagittale kam, evenals de occipitale kam. De benen waren kort en fragiel en het spaakbeen kon geen draaiende beweging meer maken. De hand en voet waren uitgerust met vijf goed gescheiden vingers, eindigend in scherpe klauwen. Over het algemeen had Tritemnodon een langwerpig lichaam, een volumineuze kop en een lange stevige staart.

## Classificatie
Het geslacht Tritemnodon werd in 1906 opgericht door William Diller Matthew om plaats te bieden aan sommige soorten vleesetende zoogdieren, die eerder werden toegeschreven aan andere geslachten, zoals Sinopa. Momenteel wordt aangenomen dat het geslacht Tritemnodon twee of drie soorten omvatte, beide uit het Midden-Eoceen: Tritemnodon strenuus, T. agilis en T. hians. De bekende soort T. agilis wordt soms toegeschreven aan het geslacht Sinopa. Fossielen van dit dier zijn gevonden in de Willwood-formatie van Big Horn County en de Bridger-formatie van Uinta County in Wyoming.
Tritemnodon is een bekend lid van de Sinopaninae, een groep hyaenodontische zoogdieren met vleesetende en insectenetende eigenschappen, over het algemeen klein van formaat. In het verleden zijn zowel Sinopa als Tritemnodon ingedeeld in de onderfamilie Proviverrinae, inclusief alle kleine hyaenodonten, zoals Lesmesodon, Proviverra en Cynohyaenodon. Latere studies hebben aangetoond dat deze onderfamilie eigenlijk parafyletisch was.